# The Amazing Mr. Bickford
The Amazing Mr. Bickford je video zapis od američkog glazbenika Franka Zappe koji izlazi 1987.g. Video sadrži dijelove Zappinog orkestralnog rada i clay animaciju od Brucea Bickforda.

## Vanjske poveznice
- The Amazing Mr. Bickford u internetskoj bazi filmova IMDb-a
- Bruce Bickford's službene stranice  Arhivirana inačica izvorne stranice od 11. svibnja 2008. (Wayback Machine)